# 2014-es magyar vívóbajnokság
A 2014-es magyar vívóbajnokság a százkilencedik magyar bajnokság volt. A bajnokságot december 18. és 19. között rendezték meg Budapesten, a Gerevich Aladár Nemzeti Sportcsarnokban.

## Eredmények
| Versenyszám          | Arany                    | Arany | Ezüst                              | Ezüst | Bronz                                               | Bronz |
| -------------------- | ------------------------ | ----- | ---------------------------------- | ----- | --------------------------------------------------- | ----- |
| Férfi tőrvívás       | Szabados Gábor Építők SC |       | Gátai Róbert MTK                   |       | Szabados Kristóf Építők SCBíró Péter Újpesti TE     |       |
| Férfi párbajtőrvívás | Rédli András Balaton VK  |       | File Mátyás Balaton VK             |       | Berta Dániel PTE-Pécsi EACSzényi Péter MTK          |       |
| Férfi kardvívás      | Szilágyi Áron Vasas SC   |       | Szatmári András Vasas SC           |       | Kossuth Bálint Újpesti TEHamar Balázs BVSC          |       |
| Női tőrvívás         | Mohamed Aida Újpesti TE  |       | Jeszenszky Szilvia Terézvárosi DVE |       | Varga Gabriella Bp. HonvédLupkovics Dóra Bp. Honvéd |       |
| Női párbajtőrvívás   | Bukócki Bianka BVSC      |       | Mihály Kata Debreceni Honvéd       |       | Tóth Hajnalka BVSCSzabó Laura BVSC                  |       |
| Női kardvívás        | Várhelyi Anna BVSC       |       | Várhelyi Kata BVSC                 |       | Márton Anna MTKKelecsényi Mirabella BVSC            |       |